# Commission impériale des munitions

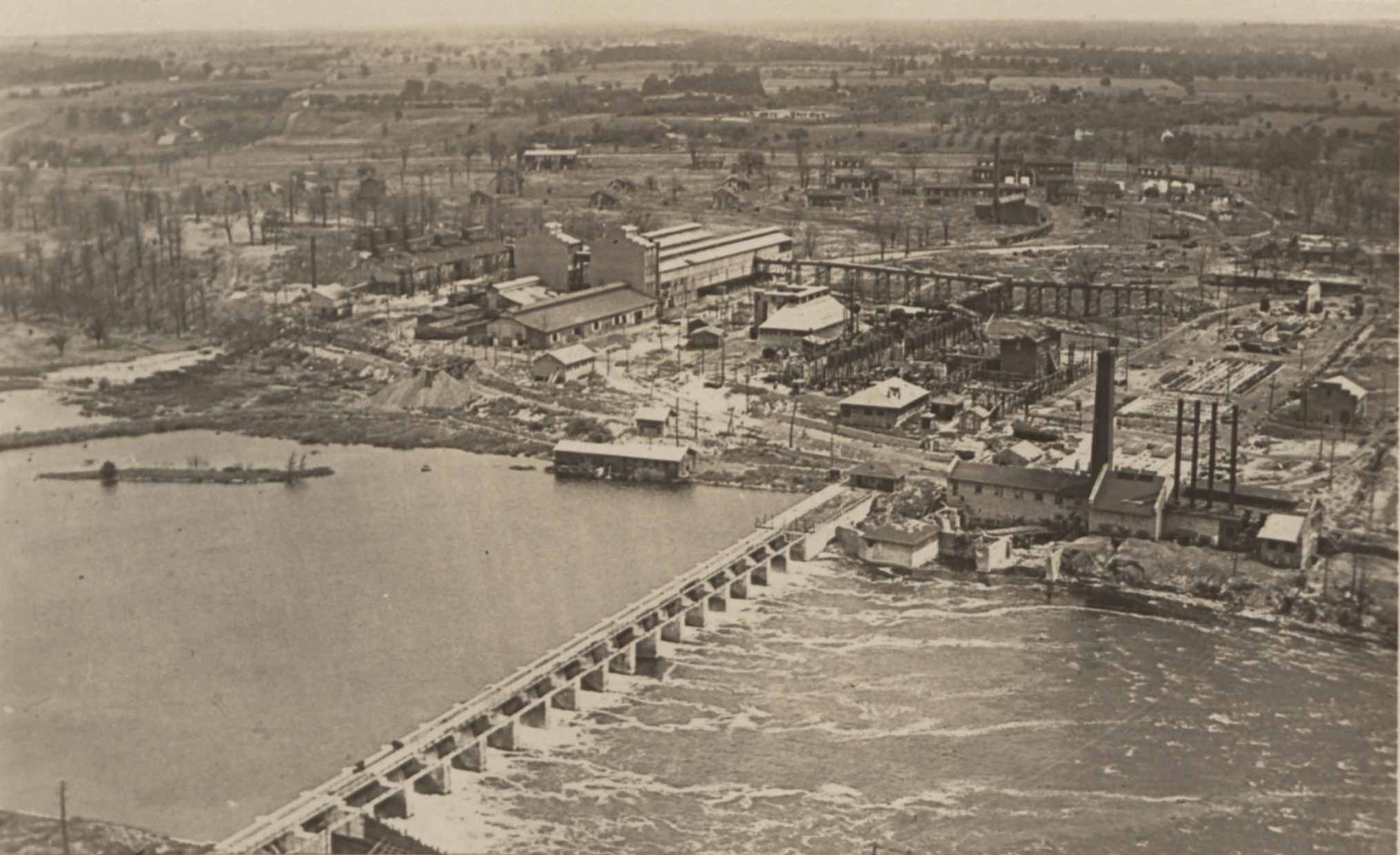
vue aérienne de Trenton Ontario (HS85-10-36555)

La Commission impériale des munitions (Imperial Munitions Board (IMB)) était la branche canadienne du ministère britannique des Munitions, créé au Canada sous la présidence de Joseph Wesley Flavelle. Elle a été formée par le Cabinet de guerre impérial pour atténuer la crise des obus de 1915 pendant la Première Guerre mondiale. La Commission avait pour mandat d'organiser la fabrication de matériel de guerre au Canada au nom du gouvernement britannique.
Il était l'agent d'achat général et exclusif pour le compte du Bureau de la Guerre (War Office), de l'Amirauté, du British Timber Controller, du Department of Aeronautics et du Ministry of Munitions, et a également agi en tant qu'agent pour le United States Ordnance Department.

## Histoire et organisation

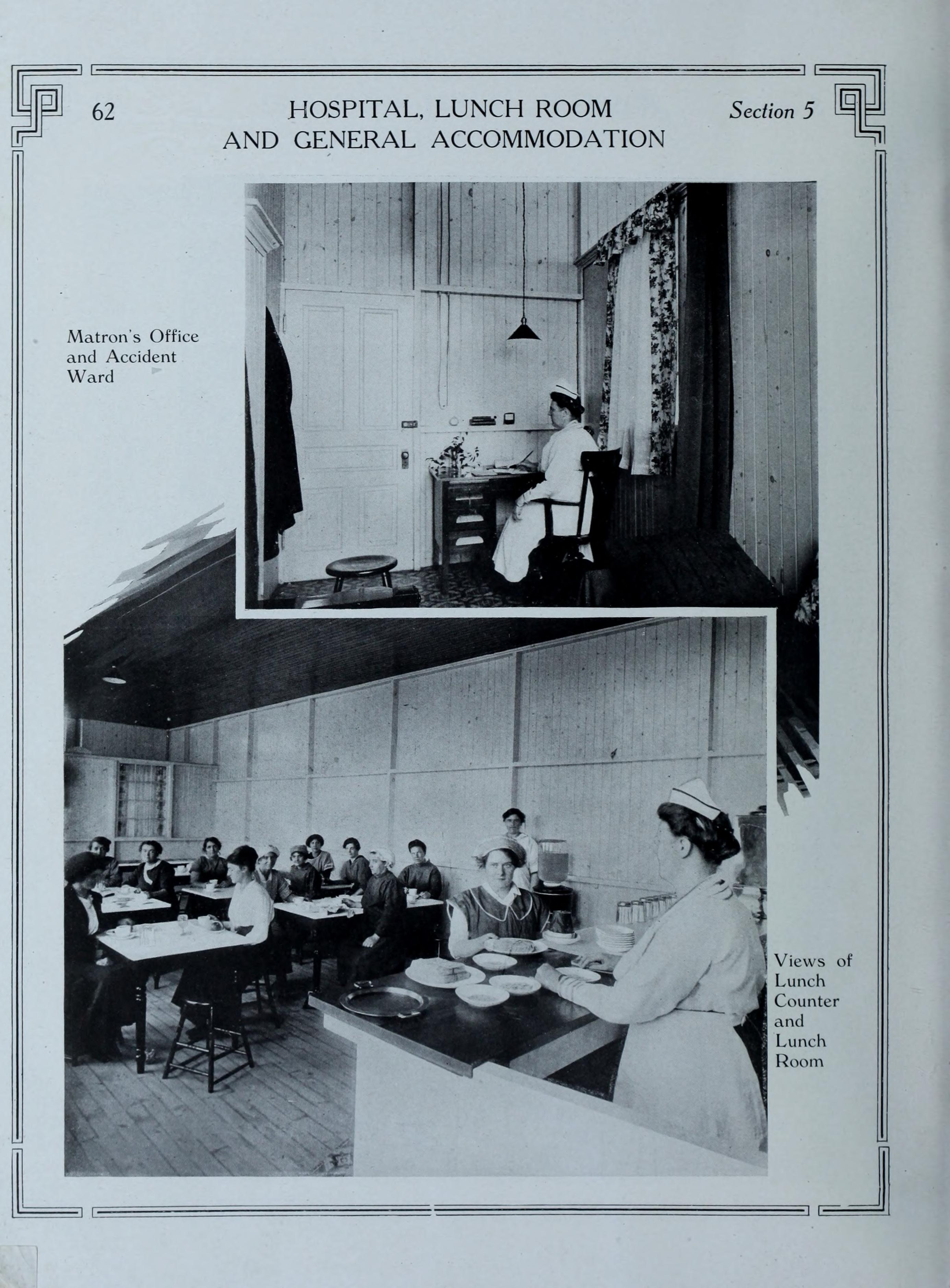
Femmes dans la production de munitions au Canada (1916) (14597849527)

Peu de temps après le déclenchement de la Première Guerre mondiale, le War Office a approché le ministère canadien de la Milice et de la Défense quant à la possibilité de fournir des obus. Son ministre, Sam Hughes, a nommé  le Shell comite afin de fabriquer des obus et des balles pour les Canadiens et les britanniques en septembre 1914 pour agir au nom du War Office. 
Lorsque les contrats se sont enlisés dans le favoritisme politique qui a conduit à des profits, David Lloyd George a envoyé Lord Rhondda au Canada pour enquêter. Lionel Hitchens et R.H. Brand sont alors venus et ont approché Joseph Wesley Flavelle pour aider à former l'IMB, et cette décision a reçu l'approbation du Premier ministre Sir Robert Borden.
En tant que président, Flavelle avait la pleine autorité administrative et exécutive. Le Conseil fonctionnait à travers vingt départements, dont les plus importants étaient les achats et l'acier, la construction navale, les explosifs, le forgeage, l'aviation, le bois, la fusée et l'ingénierie.
Comme certains contrats de fabrication de coques avaient été accordés à des personnes qui ne disposaient même pas d'ateliers, leurs titulaires se voyaient accorder des délais pour commencer à les fabriquer ou renoncer aux contrats. Cela a conduit à une controverse politique plus tard, car les perdants ont commencé à accuser à tort Flavelle de profiter également, en raison de son lien avec le secteur de l'emballage de la viande.